# Смоляков, Владимир Николаевич
Владимир Николаевич Смоляков (род. 31 июля 1954) — российский политический деятель. Депутат Государственной Думы второго созыва (1995—1999).

## Биография
Окончил Курский сельскохозяйственный институт.
Депутат Государственной Думы Федерального Собрания РФ второго созыва (1995—1999). Был членом Аграрной депутатской группы, председателем подкомитета по технической политике и научному обеспечению АПК Комитета по аграрным вопросам.